# Колониализъм
Колониализмът е създаването и поддържането на колонии в определена територия от хора, които се намират в друга. Също, може да се срещне на едно място, като господство на малцинството над мнозинството.
При колониализма суверенитета над колонията се упражнява от метрополията, която налага ново управление и вероятно нова култура и икономика. Колониализмът предполага неравнопоставени взаимоотношения между метрополията и колонията, както и между колонизаторите и местното население.
Колониализмът е характерен за периода от историята между 15 и 20 век, когато европейците основават колонии на други континенти. Основните причини по това време са печалби, разширяване на властта на метрополията и приобщаване местното население към културата и начина на живот на колонизаторите.

## Видове колониализъм
Историците различават главно два вида колониализъм според броя на хората, които се преселват от метрополията в колонията. Първият вид е преселническият колониализъм, който включва преселването на големи маси хора, търсещи главно плодородни земи. Вторият вид е експлоатационният колониализъм, при който колонистите са по-малко и са главно заинтересовани от добиването на ресурси в колонията и продаването им на метрополията. Този вид колониализъм е приложим главно при по-големите колонии, където колонистите формират по-голяма част от администрацията и притежават по-голяма част от земята и капитала, а местните извършват необходимия физически труд. Тези два типа колониализъм често се припокриват, като и в двата случая хора се преселват към колонията и продукти се изнасят към метрополията.
В някои случаи, преселническият колониализъм се осъществява във вече населени региони, като в резултат на това се получава или смесено население в културен план (като метисите в Америка) или разделено на расова основа население (като Френски Алжир и Южна Родезия).

## История
Действията, които биха могли да бъдат определени като колониализъм, имат дълга история. Египтяните, финикийците, гърците и римляните са известни със своите колонии, построени през Античността. Всъщност, думата метрополия идва от гръцки и означава „роден град“. Думата „колония“ произлиза от латински и означава „място за земеделие“.
Модерният колониализъм започва с ерата на Великите географски открития. Европейската колонизация в Източното и Западното полукълбо започва с португалските изследователски експедиции. Причините за тях са както финансови така и религиозни, като от една страна търговията с подправки би повишила приходите на португалските търговци, а от друга евентуалното откриване на друго християнско кралство в Азия би позволило обграждането на ислямската Османска империя. Първата стъпка идва със завладяването на Сеута през 1415 г. През 15 век португалските мореплаватели изследват Атлантическия океан, като достигат до слабо населените острови Мадейра, Азорските острови и Кабо Верде на юг и продължават по източното крайбрежие на Африка, като през 1488 г. Бартоломео Диас достига нос Добра надежда и по този начин прокарва пътя за достигането на Индия от Вашко да Гама през 1498 г.
Успехът на португалците подтиква Испания да финансира мисия, водена от Христофор Колумб, която има за цел да открие нов път към Азия, този път като се плава на запад. След като акостира на Бахамите, вярвайки че е достигнал бреговете на Япония, се оказва, че Колумб случайно достига до нов континент – Америка. След завръщането на Колумб в Европа, борбата за новите земи, водена между Испания и Португалия, е уредена през 1494 г. с договора от Тордесиляс.
През 16 век португалците продължават да плават на запад и на изток из океаните, като често се осъществяват първите контакти между европейци и местното население, живяло на територията днешните Мозамбик, Мадагаскар, Шри Ланка, Малайзия, Индонезия, Източен Тимор, Китай и Япония. На запад португалците колонизират огромни територии в Южна Америка, които впоследствие образуват Бразилия, а испанските конкистадори основават огромните вицекралства Нова Испания, Перу и по-късно Рио де ла Плата (Аржентина) и Нова Гранада (Колумбия).
През 17 век се образуват Британската империя, Френската колониална империя и Нидерландската колониална империя. Също така се основават и някои шведски и датски колонии.
Влиянието на колониалните империи намалява в края на 18 и началото на 19 век в резултат на Американската война за независимост и войните за независимост на Латинска Америка. Въпреки това и след този период се образуват колониални империи като Германската колониална империя и Белгийската колониална империя. В края на 19 век повечето европейски сили участват в колониалното разделение на Африка.
Руската империя, Османската империя и Австрийската империя съществуват едновременно с гореспоменатите империи, но нямат задморски колонии. Тези империи се разширяват чрез по-традиционния начин на завладяване на съседни държави и територии. Като изключение може да се приеме само Русия поради колонизацията в Америка отвъд Беринговия проток. САЩ се сдобиват с някои презокеански територии на Испания след Испано-американската война, като това води до споменаването на Американска империя.
След Първата световна война победителите разделят Германската колониална империя и по-голямата част от Османската империя помежду си с мандата на Общество на народите. Тези територии се разделят на три класа в зависимост от това в какъв период от време могат да станат готови за независимост. Въпреки това, деколонизацията извън Америка изостава до края на Втората световна война. През 1962 Организацията на обединените нации съставя Специален комитет по деколонизацията, за да окуражи процеса.

### Неоколониализъм
Терминът неоколониализъм се използва след Втората световна война и деколонизацията. Той описва отношенията между силните и по-слабите страни, които напомнят експлоатационния колониализъм, но без нуждата по-силните страни да строят и поддържат колонии. Подобни твърдения се обосновават от икономическите отношения и вмешателството във вътрешните работи и политиката от страна на по-силните страни.
Освободилите се от колониална зависимост страни се причисляват към страните от Третия свят. Характерно за следколониалния период е, че развитите западни страни изпреварват много икономическото развитие на страните от Третия свят, някои от които все още представляват суровинен придатък на много по-развитите метрополии. Евтината работна ръка в тези страни позволява на международните корпорации да оптимизират печалбите си, изнасяйки голяма част от производствените си линии в страните от Третия свят.
Не във всички случаи ликвидирането на колониалната система довежда до прогрес. В много от страните от Третия свят корупцията в държавното управление достига нива, които не дават възможност за нормално развитие на икономиките. Хронически нараства задлъжнялостта и безработицата в голяма част от тези страни.

## Според философски течения

### Империализъм
Поради факта, че колонията е част от империя, колониализмът е тясно свързан с империализма. Първоначално се възприема, че колониализъм и империализъм са две взаимно заменими понятия, но според някои учени империализмът е теорията, а колониализмът – практиката.

### Марксизъм
Според марксизма колониализмът е форма на капитализъм, която подкрепя експлоатацията и социалната промяна. Търсенето на суровини и нови инвестиционни възможности са резултат от вътрешно-капиталистически борби за набиране на капитал.

### Либерализъм, капитализъм и колониализъм
Класически либерали като Адам Смит, Фредерик Бастиа, Ричард Кобден, Хърбърт Спенсър и Уилям Гладстон в общи линии отричат колониализма. Освен това Американската революция е първото въстание против колониализма, като по този начин вдъхновява и подтиква други такива.
В своя труд „Богатството на народите“ Адам Смит пише, че Британия трябва да освободи всички свои колонии, като отбелязва, че това в по-голямата си част ще е от икономическа полза за британците, въпреки че търговците ще изгубят своите търговски привилегии.

### Постколониализъм
Постколониализмът се отнася до набор от философски теории и литературни творби, които се занимават с последиците и значението на колониализма. В този смисъл, постколониалната литература може да се приеме като част от постмодернистичната литература, която се занимава с политическата и културна независимост на хората, които са били част от колониалните империи. Повечето литературни изследователи приемат книгата „Ориентализмът“ на Едуард Саид за основополагаща творба на постколониалната теория.

## Последици и влияние на колониализма
Дебатът относно положителните и отрицателните последствия от колониализма (епидемии, експлоатация, поробване, изграждане на инфраструктура, нови институции, технологически напредък и т.н.) се води в продължение на векове и продължават и днес. Срещата на изследователите с местното население често предизвиква разпространението на болести като шарка, малария, холера и други дотогава непознати сред местните болести.

### Развитие на търговията
Имперската експанзия е придружавана от икономическа още от древни времена. Гръцките търговски пътища се разпространяват из целия средиземноморски регион, докато римската търговия се разширява с основна цел за насочване на печалбите от колонизираните области към Рим. Според Страбон, по времето на император Октавиан Август, до 120 римски кораби плават всяка година от Миос Ормос в Римски Египет до Индия. С развитието на търговските пътища в Османската империя,

„гуджари индуси, сирийски мюсюлмани, евреи, арменци, християни от Южна и Централна Европа обслужват търговските пътища, по които се доставят персийски и арабски коне за армиите на трите империи, кафе мока в Делхи и Белград, персийска коприна за Индия и Истанбул.“

Ацтекската цивилизация се развива в голяма империя, която много наподобява Римската, и има за цел да получава данъци от завладените колониални райони. За ацтеките най-важният данък са жертвите за техните религиозни ритуали.

### Робство и прислужничество
Имперските проекти на европейските народи са с цел обогатяване на европейските метрополии. Експлоатацията на неевропейци и други европейци е приемлива за колонизаторите. Две следствия на тези имперски политика са робството и договорните отношения за принудително слугуване. През 17 век, почти две трети от английските заселници идват в Северна Америка както слуги.
Робството в Африка съществува дълго преди европейците да го открият като средство на експлоатация за създаване на евтина работна ръка за колониите. Европейците въвеждат транспортните технологии в употреба, пренасяйки с платноходи голям брой африкански роби до Америка. Испания и Португалия използват африкански роби да работят в африканските им колонии като Кабо Верде и Азорските острови, а към 16 век – и в Латинска Америка. Британците, французите и нидерландците се включват в търговията с роби през следващите векове. В крайна сметка, около 11 милиона африканци са транспортирани до Карибите, Северна и Южна Америка като роби от европейските колонизатори.
| Европейска империя   | Колониална дестинация         | Брой на внесени роби |
| -------------------- | ----------------------------- | -------------------- |
| Португалска империя  | Бразилия                      | 3 646 800            |
| Британска империя    | Британски карибски колонии    | 1 665 000            |
| Френска империя      | Френски карибски колонии      | 1 600 200            |
| Испанска империя     | Латинска Америка              | 1 552 100            |
| Нидерландска империя | Нидерландски карибски колонии | 500 000              |
| Британска империя    | Британска Северна Америка     | 399 000              |

Аболюционистите в Европа и Америка протестират срещу нехуманното отношение към африканските роби, което довежда до премахването на търговията с роби в края на 19 век. Полученият недостиг на работници вдъхновява европейските колонизатори да разработят нов източник на работна ръка, с помощта на системата на сервитутите, която се състои в това, че бъдещите слуги се съгласяват на договор с европейските колонизатори. Съгласно договора, наетият ще работи за работодателя си за срок от най-малко една година, а работодателят се съгласява да заплати пътуването на слугата до колонията (понякога е включено да заплати и връщането в страната му) и да му дава заплата. Наетият е слуга на работодателя, защото му дължи парите за пътуването до колонията, които се очаква да изплати чрез заплатите си. На практика, тези слуги са експлоатирани в ужасни условия на труд и с такива обвързващи задължения, създадени от работодателите, с които често се оказва, че нямат средства за договарянето на дълга си, след като пристигнат в колонията.
Индия и Китай са най-големия източник на слуги по време на колониалната епоха. Слугите от Индия пътуват до британските колонии в Азия, Африка и Карибите, а също така и до френски и португалски колонии, докато китайците пътуват до британски и нидерландски колонии. Между 1830 и 1930 г. около 30 милиона души напускат Индия по този начин и 24 милиона се завръщат. Китай изпраща повече хора в европейските колонии като приблизително същия брой се завръща в Китай.

### Военни нововъведения
В повечето случаи, имперската експанзия следва военните завоевания. Имперските армии са свързани с военните иновации, тъй като те им дават предимство пред армиите на народите, които имат за цел да завладеят. Гърците въвеждат фалангата като военен строй, който дава възможност на военните части да застанат пред врага си като стена от пеши войници с щитове, покриващи ги един друг на бойното поле. При Филип II Македонски, те са в състояние да организират хиляди войници в огромна военна сила, която обединява добре обучената пехота и кавалерията. Александър Велики използва тази военна основа по време на завоеванията си.
Испанската империя има голямо предимство над мезоамериканските воини като използва оръжия, направени от по-здрав метал, предимно от желязо, което е в състояние да строши остриетата на оръжията, използвани от ацтеките и др. Европейското развитие на огнестрелните оръжия, затвърдява военното превъзходство над народите, които европейците искат да подчинят в Америка и други части на света.

### Край на империите
Населението (или поне по-голямата му част) на някои колониални територии като Канада, се радва на относителен мир и просперитет като част от европейските сили. Представителите на малцинствени групи обаче, като народите на Първите нации и франко-канадците страдат от маргинализация и отхвърлят колониалните практики. Френскоговорещите жители на Квебек например, се противопоставят на участието си във въоръжените сили на Великобритания по време на Първата световна война, в резултат на което се случва Наборната криза от 1917 г. Други европейски колонии имат доста по-силни конфликти между европейските заселници и местното население. Въстания избухват в късните десетилетия на епохата на империализма, като например въстанието на сипаите в Индия.
Териториалните граници, наложени от европейските колонизатори, особено в Централна Африка и Южна Азия, определят съществуващите граници на местните населения, които преди това са взаимодействали малко помежду си. Европейските колонизатори пренебрегват местните политически и културни вражди и налагат мир на народите под техния военен контрол. Местното население се премества по волята на колониалните администратори. След като е постигната независимост от европейците, избухват граждански войни в някои бивши колонии, тъй като части от местното население се борят за утвърждаване на територията на собствената си етническа, културна или политическа група. Разделянето на Индия води до гражданска война през 1947 г. с над 500 000 убити. Борбата избухва между индуси, сикхи и мюсюлмански общности, като те се борят за териториално господство. Мюсюлманите се борят независимата държава да бъде разделена и частта, където те не са религиозно малцинство, се отделя като отделна държава (Пакистан).

### Движения на населението след обявяването на независимост
В противовес на миграционните модели по време на колониалната епоха, след обявяването на независимост на държавите миграциите следват маршрутите обратно към метрополията. В някои случаи това е движение на заселници от европейски произход, завръщащи се в земята на своето рождение, или до родното място на предците си. Например след обявяването на независимостта на Алжир през 1962 г. 900 000 души се преселват във Франция. Значителен брой от тези емигранти са от алжирски произход (известни като чернокраките). След обявяването на независимостта на бившите португалски колонии в Африка между 1974 и 1979 г. 800 хил. души от португалски произход емигрират към Португалия; 300 хил. заселници от нидерландски произход се преселват в Нидерландия от Нидерландските Антили след като приключва военния контрол над колониите.
След Втората световна война други 300 хил. души от Нидерландска Индия (днешна Индонезия), преобладаващата част от които са хора от евразийско потекло, наричани индийски европейци, са репатрирани в Нидерландия. Значителен брой по-късно мигрира към САЩ, Канада, Австралия и Нова Зеландия.
Пътуванията по света и миграцията като цяло се развиват с все по-високо темпо по време на европейската колониална експанзия. Гражданите на бившите колонии на европейските държави могат да имат привилегирован статут в някои отношения по отношение на имиграционните права при заселването си в бившата европейска метрополия. Например може да бъде давано право на двойно гражданство или да се дават по-големи имигрантски квоти на бившите колонии.
В някои случаи бившите европейски империи продължават да стимулират близките политически и икономически връзки с бившите си колонии. Британската Общност на нациите например е организация, която насърчава сътрудничеството между Великобритания и нейните бивши колонии, членки на общността. Подобна организация съществува и за бившите колонии на Франция, Франкофонията. Общността на португалоезичните държави играе подобна роля за бившите португалски колонии, а Нидерландският езиков съюз е еквивалентът за бившите колонии на Нидерландия.
Миграцията от бившите колонии се оказва проблемна за европейските страни, където преобладаващата част от населението може да изрази враждебност към етническите малцинства, имигрирали от бившите колонии. Културни и религиозни конфликти често избухват във Франция през последните десетилетия, между имигранти от Магреб (страните от Северна Африка) и по-голямата част от населението на Франция. Въпреки това, имиграцията променя етническия състав на Франция – към 1980-те години, 25% от общото население на централните части на Париж и 14% от целия столичен район са от чужд произход, предимно алжирски.

### Въздействие върху здравето
Срещите между европейските коронизатори и населението в останалата част на света често донася нови болести, които понякога причиняват местни епидемии с извънредна вирулентност. Например, вариола, морбили, малария, жълта треска и други болести, не са били познати в Доколумбова Америка.
Болестите убиват цялото местно население (гуанчите) на Канарските острови през 16 век. Половината от местното население на остров Испаньола умира от едра шарка през 1518 г. Едрата шарка също така опустошава Мексико през 1520-те години, убивайки 150 000 души само в Теночтитлан, включително и императора; и Перу през 1530-те, подпомагайки европейските завоеватели. Морбилите убиват още два милиона мексикански местни жители през 17 век. През 1618 – 1619 г., едрата шарка убива 90% от индианците край Масачузетския залив. Епидемии от едра шарка през 1780 – 1782 и 1837 – 1838 г. драстично обезлюдяват индианците във вътрешността на континента. Някои вярват, че смъртта на до 95% от коренното население на Новия свят е причинена от болестите от Стария свят. През вековете, европейците са развили висока степен на имунитет към тези болести, докато коренното население няма достатъчно време да изгради такъв.
Едрата шарка рязко намалява броя на местното население в Австралия, при което загиват около 50% от аборигените през ранните години на британската колонизация. Тя също така убива много маори. До 1848 – 49 г., 40 000 от общо 150 000 хавайци умират от морбили, магарешка кашлица и грип. Донесените болести, по-специално едрата шарка, почти заличават местното население на Великденския остров. През 1875 г., морбили убиват над 40 000 фиджийци, приблизително една трета от населението. Населението на народа айну намалява драстично през 19 век, което се дължи в голямата си част на инфекциозни заболявания, предизвикани от японските заселници се в Хокайдо.
От друга страна, изследователите смятат, че сифилисът е дошъл от Новия свят към Европа след пътуванията на Христофор Колумб. Резултатите предполагат, че европейците са пренесли тропическата бактерия у дома, където организмите са мутирали в по-смъртоносна форма в различаващите се условия на Европа. Заболяването в миналото е било по-фатално, отколкото е днес; сифилисът е основния убиец в Европа по времето на Ренесанса.
Първата холерна пандемия започва в Бенгал, след това се разпространява в цяла Индия около 1820 г. Десет хиляди британски войници и безброй индийци умират по време на пандемията. Между 1736 и 1834 г. само около 10% от офицерите от Източноиндийска компания офицери оцеляват. Валдемар Хафкин, който работи предимно в Индия и разработва и използва ваксини срещу холерата и бубонната чума през 1890-те, се счита за първия микробиолог.

## Колониални империи
- Австро-унгарска империя
- Белгийска колониална империя
- Британска колониална империя
- Германска колониална империя (1884 – 1918)
- Датска колониална империя
- Испанска колониална империя (1492 – 1975)
- Италианска колониална империя (1885 – 1960)
- Нидерландска (Холандска) колониална империя (1600 – 1970)
- Новозеландска колониална империя
- Португалска колониална империя
- Руска империя
- Османска (Отоманска) империя
- Френска колониална империя
- Шведска колониална империя
- Колонии на САЩ
- колониална империя ЮАС-ЮАР
- Японска колониална империя

- Испанска колониална империя
- Португалска колониална империя
- Руска империя
- Британска колониална империя
- Датска колониална империя
- Швеция и нейните колонии
- Нидерландска колониална империя
- Френска колониална империя
- Германия и нейните колонии
- Италия и нейните колонии
- Белгия и нейните колонии
- Османска империя